# TAT-14

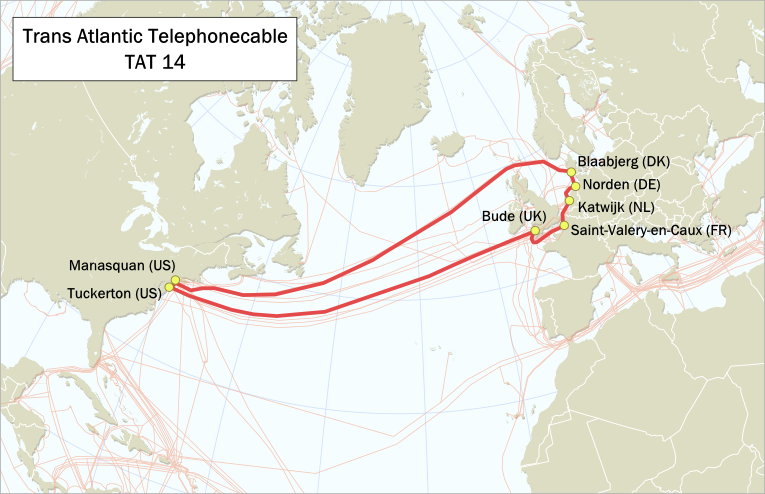
TAT-14

TAT-14, voluit TransAtlantic Telephonecable Number 14, is de veertiende trans-Atlantische onderzeekabel tussen Europa en Noord-Amerika. Strikt genomen dekt de term 'telefoonkabel' niet de lading, aangezien er vooral data (bijvoorbeeld, maar niet uitsluitend, internetverkeer) overheen getransporteerd wordt.

## Geschiedenis en aanleg
De kabel werd in 2001 gelegd. De totale kosten bedroegen 1,2 miljard euro, waarvan slechts de helft besteed werd aan het feitelijke leggen van de kabel. De kosten werden door een consortium van 50 grote telecombedrijven gedeeld, waarvan France Telecom, Deutsche Telekom en Sprint de grootste en bekendste zijn. Om de kabel te beschermen tegen bijvoorbeeld uitgeworpen ankers, werd voor de aanleg een meter diepe geul in de zeebodem gegraven. Op de plaatsen waar de bodem te hard was, werd de kabel beschermd met een ijzeren omhulsel. Na elke 50 tot 70 kilometer werd op de bodem een repeater geplaatst om het signaal te versterken en op te schonen.
De kabel komt op zeven plaatsen aan land, te weten Blåbjerg in Denemarken, Katwijk in Nederland, Norden in Duitsland, St-Valery-en-Caux in Frankrijk, Bude in Engeland, en tot slot Tuckerton en Manasquan in de Verenigde Staten. De totale lengte bedraagt 15.428 kilometer.

## Netwerk
De TAT-14 bestaat uit vier glasvezelparen, waarvan er twee actief in gebruik zijn, en twee als back-up dienen. Hoewel het technisch mogelijk is om door één glasvezel data beide kanten op te sturen, is er om redenen van betrouwbaarheid gekozen voor een systeem waarbij over de ene vezel het verkeer van oost naar west gaat en over de andere vezel het verkeer van west naar oost.
TAT-14 maakt gebruik van golflengtemultiplexing. Elke vezel in beide paren draagt na verschillende upgrades 16 golflengtes met per golflengte een STM-256, oftewel een capaciteit van ieder 40 gigabit per seconde. De ontwerpcapaciteit is 9,38 terabit, de huidige capaciteit bedraagt 3,15 terabit per seconde.
Als extra bescherming is de TAT-14 in een ring aangelegd. Vanuit Katwijk gezien loopt de kabel naar Frankrijk, Zuid-Engeland en vandaar naar Tuckerton in de Verenigde Staten. Vanuit de Verenigde Staten loopt de kabel weer terug, maar dan via een meer noordelijk gelegen route. De kabel passeert het Verenigd Koninkrijk aan de noordkant en komt aan land in Blåbjerg. Vanuit Blåbjerg loopt de kabel naar Norden en vervolgens weer naar Katwijk. Als de kabel op één punt zou breken, dan kan het verkeer via de tegengestelde richting toch haar bestemming bereiken.